# Pimpiö
Pimpiö är en by i Pajala socken i Pajala kommun i Norrbottens län, alldeles på gränsen till Korpilombolo socken, Övertorneå socken och Övertorneå kommun. Byn ligger längs med länsväg 392, cirka 11 kilometer söder om Sattajärvi, cirka 22 kilometer norr om Korpilombolo och ungefär fyra mil från finska gränsen.
Sökningar på sidan Ratsit i januari 2015 visade att två personer över 16 års ålder var folkbokförda i Pimpiö.

## Namnet
Enligt Lantmäteriet är namnet Pimpiö tornedalsfinskt. Hos Institutet för språk och folkminnen står det skrivet att namnet anses vara ett samiskt ortsnamn.